# Rząd Indulisa Emsisa
Rząd Indulisa Emsisa (łot. Emša Ministru kabinets) – gabinet koalicyjny rządzący Łotwą od 9 marca do 2 grudnia 2004.

## Historia
Był to drugi gabinet w trakcie kadencji Sejmu wybranego w wyborach w 2002. Zastąpił rząd Einarsa Repšego. Koalicję zawiązały Partia Ludowa, Pierwsza Partia Łotwy oraz Związek Zielonych i Rolników. Rząd nie był w stanie przeforsować w Sejmie projektu budżetu na następny rok. Został zastąpiony przez gabinet Aigarsa Kalvītisa.

## Skład rządu
Premier
- Indulis Emsis (ZZS)

Wicepremier, minister transportu
- Ainārs Šlesers (LPP)

Minister obrony narodowej
- Atis Slakteris (TP)

Minister spraw zagranicznych
- Rihards Pīks (TP, do 19 lipca 2004), Artis Pabriks (TP, od 21 lipca 2021)

Minister ds. rodziny i dzieci
- Ainars Baštiks (LPP)[1]

Minister gospodarki
- Juris Lujāns (LPP)

Minister finansów
- Oskars Spurdziņš (TP)

Minister spraw wewnętrznych
- Ēriks Jēkabsons (LPP)

Minister oświaty i nauki
- Juris Radzevičs (LPP)

Minister kultury
- Helēna Demakova (TP)

Minister zabezpieczenia społecznego
- Dagnija Staķe (ZZS)

Minister rozwoju regionalnego i samorządności
- Andrejs Radzevičs (bezp.)

Minister sprawiedliwości
- Vineta Muižniece (TP)

Minister zdrowia
- Rinalds Muciņš (bezp., od 25 marca 2004)

Minister środowiska
- Raimonds Vējonis (ZZS)

Minister rolnictwa
- Mārtiņš Roze (ZZS)

Minister bez teki ds. integracji społecznej
- Nils Muižnieks (LPP)